# Boophis rappiodes
Boophis rappiodes är en groddjursart som först beskrevs av Ahl 1928.  Boophis rappiodes ingår i släktet Boophis och familjen Mantellidae. IUCN kategoriserar arten globalt som livskraftig. Inga underarter finns listade.